# 소우렴
소우렴(중국어 정체자: 邵友濂, 병음: Shao Youlian, 1840년 – 1901년)은 청나라 말기의 관리, 외교관이다. 어릴 적 이름은 유연(維埏), 자는 소춘(筱春) 또는 소춘(小村)이다.

## 생애
절강성 여요 출신으로 아버지인 소찬은 조운총독을 지냈고, 형인 소왈렴은 태상시경을 역임했다. 공부원외랑을 맡고 있던 1865년에 거인이 되었다. 1874년에 총리각국사무아문 장경이 되었고, 1879년에는 주러시아 공사 대리가 되었다. 1882년, 소송태도 겸 강해관도가 되었고, 청불 전쟁이 일어났을 때에는 대만 방어를 담당했다. 그후 하남 안찰사, 대만 포정사, 호남 순무를 역임했고, 1891년에 대만순무가 되었다.
1894년에 청일 전쟁이 발생한 후에는 대만의 방위를 둘러싸고 포정사 당경숭과 갈등을 겪었고, 병이 들어 호남순무로 전임되었지만, 부임하지 못했다. 이듬해 1895년 1월, 장음환과 함께 전권 대사로 강화 조약 체결을 위해 일본에 파견되었다. 일본 쪽에서는 전권을 위임받아 오지 않았다고 그들을 퇴짜놓았고, 아무런 성과도 없이 귀국할 수 밖에 없었다. (그래서 이홍장이 전권대사로 일본에 와서 시모노세키 조약을 체결한다.)
대만순무 재직 중에 대만성 통지국(通志局)을 설립하고 《대만통지》(台湾通志)를 편찬했다. 또한, 유명전의 임기 때 설립된 매무국(煤務局), 광유국(砿油局) 번학당(番學堂) 등을 폐지했다. 소우렴이 신정을 중단한 것은 짧은 생각이었다는 비난도 있지만, 파탄의 위기에 처해 있었다 대만의 재정을 진정시킨 것도 사실이다.
작가이자, 시인인 소순미는 그의 손자이다.